# إدوارد إل. درير
إدوارد إل. درير (بالإنجليزية: Edward L. Dreyer)‏ هو مؤرخ أمريكي، ولد في 1940 في سان دييغو في الولايات المتحدة، وتوفي في 29 يونيو 2007.